# Плюш
Плюш (нім. Plüsch < фр. peluche, утвореного від peluchier — «смикати, скубти») — тканина з довгим (до 8 мм) ворсом на лицьовій стороні. Ворс буває шовковий, вовняний або бавовняний, але саме полотно завжди зроблено з бавовняної тканини.
Використовується для декоративних цілей, шиття жіночого одягу, маскарадних і театральних костюмів, оббивки меблів, зрідка — обтягування салонів автомобілів. З плюшу робиться плюшевий ведмедик та інші дитячі іграшки.